# Harry R. Truman

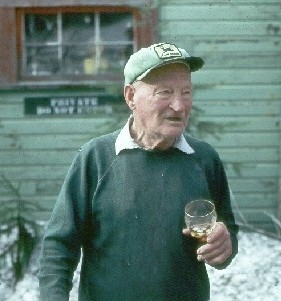
Harry R. Truman im Frühling 1980 auf seiner Lodge, wenige Tage vor seinem Tod

Harry Randall Truman (* 30. Oktober 1896 in Ivydale, West Virginia; † 18. Mai 1980 auf der Mount St. Helens Lodge, Washington) war ein US-amerikanischer Gasthausverwalter, der Bekanntheit dadurch erlangte, weil er sich im Vorfeld des Ausbruchs des Mount St. Helens 1980 trotz aller Evakuierungsmaßnahmen als Einziger weigerte, sein Haus zu verlassen.

## Leben
Er kam 1896 als Sohn von Newberry Truman (1870–1923) und Rosa Belle Hardman (1873–1957) zur Welt und hatte eine Schwester namens Geraldine. Einige Jahre später zog die Familie nach Chehalis im US-Bundesstaat Washington um. Am 4. August 1917 trat er als Private ins 100th Aero Squadron ein. Während seiner Dienstzeit überlebte er am 5. Februar 1918 bei der Verlegung nach Frankreich zum Einsatz an der Westfront die Torpedierung und Versenkung der als Truppentransporter eingesetzten Tuscania vor Irland. Er war anschließend in Frankreich als Flugzeugmechaniker tätig und sammelte dort seine ersten Flugerfahrungen. Nach dem Ende des Ersten Weltkriegs wurde er am 12. Juni 1919 ehrenhaft aus der Armee entlassen.
Nach einem kurzzeitigen Aufenthalt in Riffe, Washington, heiratete er Helen Irene Hughes (1900–1983) und bekam mit ihr die zwei gemeinsamen Kinder Asa Benjamin und Clara Jane. Zunächst wohnte die Familie weiterhin in Chehalis, wo Truman eine Tankstelle betrieb. Bald jedoch entwickelte sich im Zuge der Prohibition der Alkoholschmuggel zu einem lohnenderen Betätigungsfeld. Truman transportierte in dieser Zeit Rum entlang der Westküste der Vereinigten Staaten zwischen San Francisco und der kanadischen Grenze und belieferte vornehmlich Bordelle. Es folgte 1926 der Umzug an den Spirit Lake, wo er als Verwalter die Mount St. Helens Lodge übernahm. Sein Lebensstil wirkte sich jedoch negativ auf das Privatleben aus – der Scheidung von Hughes folgte 1935 eine zweite Heirat mit Marjorie Bennett (1901–1954), doch bald auch die Trennung von dieser. 1947 schließlich ehelichte er Edna O. Henrickson (1909–1975). Im Laufe der Jahrzehnte konnte Truman auch einige prominente Gäste begrüßen. So gastierte 1936 der Filmproduzent Jack L. Warner samt seinem Filmteam bei ihm, da in der Region God’s Country and the Woman gedreht wurde. 1953 besuchte William O. Douglas, Richter am Obersten Gerichtshof, die Lodge und zwischen den beiden Männern entwickelte sich eine lebenslange enge Freundschaft. In späteren Jahren ging Truman, obschon das Touristen- und Fremdenverkehrsgeschäft gut und profitabel lief, von Zeit zu Zeit auf Bären- und Elchjagd. Darüber hinaus soll er vereinzelt weiterhin mit einem Wasserflugzeug Alkohol aus Kanada in die Vereinigten Staaten geschmuggelt haben. Die Ansichten zu Trumans Charakter sind gespalten. Nach dem Tod seiner dritten Ehefrau entwickelte er einen starken Alkoholkonsum und vernachlässigte die Pflege der Lodge zusehends. War er einerseits leicht reizbar, aggressiv und impulsiv, schätzten ihn seine Gäste und Freunde andererseits für seine Warmherzigkeit und Erzählkunst sowie seine Klaviermusik. Seine Nichte Shirley Rosen beschrieb ihn in der von ihr verfassten Biographie als „Griesgram, der sein Leben so lebte, wie er wirklich leben wollte. Er war ein zäher Mensch mit einer liebenswürdigen Seite.“
Ab Mitte März 1980 zeigte sich am Mount St. Helens – in dessen malerischer Kulisse Truman 54 Jahre gelebt und von der er auch wirtschaftlich profitiert hatte – erstmals seit 1857 wieder vulkanische Aktivität, die sich in den folgenden Wochen stetig intensivierte. Am 27. März wurde eine Sicherheitszone von rund 25 Kilometern Umkreis um den Vulkan eingerichtet und die in diesem Gebiet lebenden Menschen in Sicherheit gebracht. Truman jedoch weigerte sich mit der Begründung, sich nach so langer Zeit nicht vom Berg trennen zu können, zu dem er eine sehr enge Bindung habe. Lieber würde er mit „seinem“ Vulkan sterben, als sein Haus zu verlassen. Zudem tat er die Befürchtungen als übertrieben ab. Als Washingtons Gouverneurin Dixy Lee Ray am 3. April den Ausnahmezustand ausrief, wurde der Zutritt zu einem Gebiet von 13 Kilometern rund um den Krater eingeschränkt. Schnell erregte der Fall des sturen Seniors die Aufmerksamkeit der Medien. Er wurde boulevardistisch als „Hüter des Berges“ betitelt und mehrfach interviewt. Einige Kamerateams flogen sogar per Helikopter direkt zu seiner Lodge, um ihn zu seiner Entscheidung zu befragen. Trumans Schwager Buck Whiting gab später an, dass der 83-Jährige den Trubel um seine Person sehr genossen habe. Er erhielt zahllose Unterstützer-Briefe aus dem ganzen Land und von einer Schulklasse aus Salem, Oregon, sogar ein Banner mit der Aufschrift “Harry – We Love You” (deutsch: „Harry – Wir lieben Dich“). Am 17. Mai unternahmen einige Beamte einen letzten Versuch, Truman zum Verlassen seiner Lodge zu bewegen. Auch sie hatten keinen Erfolg. Der letzte Mensch, der ihn noch lebend sah, war vermutlich der Zusteller Rob Smith, der ihm am gleichen Tag gegen 17:30 Uhr ein letztes Mal Post und Lebensmittel ablieferte. Um 8:32 Uhr am nächsten Morgen rutschte die Nordflanke des Mount St. Helens ab und ergoss sich als gewaltiger Erdrutsch mit einer Geschwindigkeit von bis zu 250 km/h über die Landschaft und den westlichen Ausläufer des Spirit Lake. Die anschließende Glutwolke breitete sich mit annähernd Schallgeschwindigkeit ebenfalls in nördliche Richtung aus, überholte die Gerölllawine und verwüstete ein fächerförmiges Areal von 37 Kilometer Breite und 30 Kilometer Länge. Die Mount St. Helens Lodge wurde im Zuge der Ausbrüche unter einer 50 Meter dicken Schicht vulkanischer Ablagerungen begraben. Harry R. Trumans Leiche konnte nie geborgen werden. Er wurde eines der 57 Todesopfer der Eruption des Mount St. Helens.

## Gedenken
Truman gilt bis heute als unvergessenes Original der Region. Erstmals medial verarbeitet wurde sein Schicksal am Vulkan bereits 1981 in dem Doku-Drama Mount St. Helens – Der Killervulkan unter der Regie von Ernest Pintoff, in dem ihn Art Carney verkörperte. Später wurden der Truman Trail und Harry’s Ridge am Westufer des im Zuge des Ausbruchs neu entstandenen Spirit Lake nach ihm benannt. Seine Person fand auch Eingang in diverse Gedichte und Lieder. So veröffentlichte beispielsweise die irische Band Headgear das melancholische Lied Harry Truman.

## Zitate
- “I talk to the mountain and it talks to me” (deutsch: „Ich spreche mit dem Berg und er spricht mit mir.“)[3]
- “I know that mountain like the wrinkles on my hand …” (deutsch: „Ich kenne diesen Berg wie die Falten meiner Hand …“)[3]
- “If I left this place, it would worry me to death … If this place is gonna go, I want to go with it, ’cause if I lost it, it would kill me in a week anyway.” (deutsch: „Wenn ich diesen Ort verließe, würde ich mich zu Tode ängstigen … Wenn dieser Ort verschwindet, möchte ich mit ihm verschwinden, denn wenn ich ihn verlieren würde, würde es mich binnen einer Woche ohnehin umbringen.“)[3]
- “If the mountain goes, I’m going with it. This area is heavily timbered, Spirit Lake is inbetween me and the mountain, and the mountain is a mile away, the mountain aint gonna hurt me.” (deutsch: „Wenn der Berg verschwindet, verschwinde ich mit ihm. Diese Gegend ist dicht bewaldet, Spirit Lake liegt zwischen mir und dem Berg und der Berg ist eine Meile entfernt, der Berg wird mir nicht wehtun.“)[4]